# Семафор (саобраћај)
Семафор је светлосни уређај за регулацију саобраћаја. Семафори су углавном постављени на раскрсницама. Боја, облик и величина светала семафора су одређена стандардима и она се укључују и искључују одређеним редом, у одређеним временским интервалима, а специфичан режим њиховог рада представља тзв. зелени талас.

## Историја
Први семафор је постављен 10. децембра 1868. године у Лондону, а конструисао га је Џон Пик Најт (енгл. John Peake Knight). У то време аутомобили још нису били у употреби, али је саобраћај био оптерећен пешацима и запрегом. То је био механички саобраћајни знак којим је управљао полицајац, и изгледао је као тадашњи семафор за железнице. Имао је обојене траке у црвено и зелено које су показивале да ли је кретање дозвољено или не, а током ноћи су обојене траке осветљавали фењери. Семафором се управљало полугом при постољу семафора, којом се трака померала тако да буде видљива црвена или зелена. Тај први семафор није радио ни месец дана, 2. јануара 1869. је експлодирао и ранио полицајца који је њиме управљао.
Модерни електрични семафори су, рекло би се, амерички изум. Први такав, са црвеним и зеленим светлима је постављен 1912. у Солт Лејк Ситију (енгл. Salt Lake City), а осмислио га је полицајац Лестер Вајер (енгл. Lester Wire). Први семафор који је регулисао саобраћај у сва четири смера на раскрсници, и са три боје, направљен је 1920. године у Детроиту (енгл. Detroit). Град Ешвил (енгл. Ashville) поседује најстарији семафор који је био у јавној употреби све до 1982. када је смештен у музеј.
Први умрежени систем семафора је био коришћен у Солт Лејк Ситију 1917. године, и чинило га је шест раскрсница којима се ручно управљало са једног места. Аутоматска контрола умрежених раскрсница је уведена марта 1922. у Хјустону (енгл. Houston) у Тексасу (енгл. Texas).

### Први семафор у Србији
Први светлосни сигнал је постављен на углу Александрове и Београдске (Хартвигове) улице на лето 1935. Поставила га је Пожарна чета убрзо након усељења у нову централу на углу Београдске и Битољске (дан. Илије Гарашанина), Састојао се од два пара "буктиња" и табли са натписом "Стој!".
Први семафор у Србији је постављен по одлуци Управе Града Београда актом IV бр. 81099, 4. новембра 1939. године на раскрсници улица Краља Александра, Краља Фердинанда (данас Улица Кнеза Милоша) и Таковске. Регулисао је саобраћај од 7 ујутро до 10 сати увече, а од 10 до 11 сати увече је било укључено само жуто светло.
У Политици је дан после постављања овог семафора изашао следећи чланак:
 Први аутоматски светлосни сигнали за управљање саобраћајем у престоници 
Ових дана у Београду ће се увести једна новина која је у модерним и великим градовима на западу одавно у примени. На свима угловима београдских улица, где је саобраћај врло жив, поставиће се специјални апарати са светлосним сигналима, који ће управљачима свих возила давати потребне знаке за несметано развијање и функционисање саобраћаја у престоници.
Први стубови са техничким постројењима постављени су већ јуче на углу улица Краља Александра и Таковске, код нове зграде Поштанске штедионице, где је саобраћај врло жив и погодан за експерименте ове врсте.
На поменутом углу постављена су четири стуба, сваки на једном углу, са направама на врху, из којих ће се специјалним светлосним знацима, видљивим у свако доба, показивати у једном или другом смеру, да ли је прелаз слободан или забрањен. Само функционисање ових апарата биће аутоматско, тако да ће увођењем ове новине и сам саобраћај бити аутоматизован. Наиме, у извесним размацима даваће се слободан пролаз у једном правцу, а после протеклог интервала у другом.
Нове инсталације на углу код Поштанске штедионице запазили су у току јучерашњег дана многи пролазници. Многи који нису видели пре ове направе дуго су их загледали, обилазили са свих страна и распитивали се чему те направе треба да служе. Другим речима нови стубови са саобраћајним сигналима били су предмет интересовања многих и многих пролазника улицом Краља Александра и Таковске.
Апаратима који ће бацати наизменично, у једном или у другом правцу, светлосне знакове, управљаће се са једног места, из Саобраћајне полиције. Тако ће са београдских раскрсница бити уклоњени и многи саобраћајци, јер ће њихов посао обављати аутоматски апарати. Саобраћајци ће и код нас, као и у другим земљама, служити убудуће као неки контролори саобраћаја и арбитри приликом евентуалних неспоразума и сукоба.

## Врсте семафора
У различитим крајевима, семафори функционишу и изгледају другачије, у зависности од технологије која се користи, правила у саобраћају и других возила као што су трамваји, тролејбуси и бицикли. Стандардни семафори имају црвено, жуто и зелено поље одозго надоле, односно слева надесно. Овај стандард се примењује независно од тога да ли се у некој земљи вози левом или десном страном пута.

### Боје на семафору
Најчешће се на семафорима користе црвена, жута и зелена боја. Црвено обично значи „стоп“ или висок ниво опасности, жуто указује да је потребан опрез, а зелена боја дозвољава пролаз.
Црвена боја обично у свом тону садржи и нешто наранџасте, а зелена у свом тону мало плаве боје, да би биле препознатљиве за особе са далтонизмом које не препознају црвену или зелену боју.

#### Промена из зеленог у црвено
У већини земаља, редослед ове промене је зелено – жуто – црвено. У Русији, Србији, Босни и Херцеговини, Аустрији, Израелу и у деловима Канаде и Мексика, зелено светло трепће неколико секунди пре него што се жуто светло упали. На Новом Зеланду и у Канади жуто светло званично значи „стани (осим ако би заустављање проузроковало несрећу)“, ако се у пракси третира као и у већини земаља, „припрема за заустављање“.

#### Промена из црвеног у зелено
У већини земаља редослед је црвено – жуто – зелено. У неким земљама као што су Велика Британија, Немачка, Русија и Србија редослед је црвено – црвено и жуто – зелено.

#### Трепћуће жуто светло
У неким земљама ово значи да се раскрсница мора третирати као да је без светлосне сигнализације. Често означава место прелаза пешака где нема семафора са црвеним и зеленим светлима, и обележава места где је потребна повећана пажња. Такође, у већини европских држава и неким азијским може да означава раскрсницу на којој у том тренутку семафори нису у функцији.

#### Трепћуће црвено светло
Трепћуће црвено светло се третира као упаљено црвено светло – стоп.

### Семафори на пешачким прелазима
Пешачки семафори обично имају црвено и зелено поље, за стани и пређи улицу. Зелено које трепће у Европи значи „заврши прелазак улице“, а у САД, Канади, Аустралији и Новом Зеланду, то значење има црвено светло које трепће. Док је уобичајен знак за забрањено кретање пешака црвена људска фигура која стоји, у Северној Америци то је често подигнута рука, а на неким старијим семафорима је исписано „Не прелази“ или „Чекај“.
У многим земљама само на одабраним пешачким прелазима, а у Ирској на свим прелазима, постоји и звучни сигнал који обавештава слепе особе кад је безбедно да се пређе улица.
Неки семафори за прелазак пешака се активирају само када пешак притисне дугме, док већина ради аутоматски.

### Семафори за јавни превоз
Возила јавног превоза често користе светлосну сигнализацију која се разликује од оне коју користе преостала возила. То могу бити стрелице, слова или линије беле, жуте или неке друге боје светлости.
У Београду семафори за трамваје имају жуте линије, које могу бити вертикално, хоризонтално или дијагонално постављене. Хоризонтална линија када је упаљена, пролаз трамваја није дозвољен. У случају да је упаљено поље са неком другом линијом, пролаз је дозвољен у правцу који та линија означава.
У Русији семафори за јавни превоз имају четири округла бела поља која формирају слово Т. Када су укључена три хоризонтална светла, пролаз је забрањен, а дозвољен је када је укључено доње светло у комбинацији са неким од горњих, и то је дозвољен пролаз у правцу који означава та укључена комбинација светала.
У земљама северне Европе светлосни сигнали су у облику латиничног слова „S“ (стоп), водоравне линије (опрез) и стрелице које дозвољавају пролаз у означеном правцу.
На дијаграму са десне стране у горњем реду је приказан препознатљиви „negenoog“ (деветооки) систем сигнала који се користи у Холандији. Доњи ред представља сигнале који се користе у Француској, Белгији и Немачкој. Ови сигнали значе (слева надесно): „дозвољено право“, „дозвољено лево“, „дозвољено десно“, „дозвољено у свим правцима“, „стани уколико је могуће“ и „стоп“.

#### Сигнали за бициклисте
Ови семафори на себи имају симбол бицикла. На неким прелазима се користе исти семафори и за пешаке и за бициклисте, и на себи имају комбиноване ознаке семафора за пешаке и оних за бициклисте. Семафори за бициклисте на себи имају црвено, жуто и зелено поље.
У неким земљама они су постављени у висини очију бициклиста, и мањи су од осталих семафора.

### Железнички семафори
У железничком саобраћају најважнији су семафор и скретница. Светлосним саобраћајним знаковима на прелазу пута преко железничке пруге у истом нивоу најављује се приближавање воза, спуштање браника или полубраника или означава да је браник, полубраник у спуштеном положају. Овај знак се поставља на месту непосредно испред прелаза пута преко железничке пруге у нивоу, са браником или без њега, односно полубраника.
Скретнице су постројења којима су два колосека међусобно везана и који омогућавају прелаз возила, односно возова са једног на други колосек без прекидања вожње.
Саобраћајне незгоде у железничком саобраћају често се догађају због непостојања семафора. Негде постоје и дупли семафори који регулишу кретање возова.